# Fiatalkori bűnözés
A fiatalkori bűnözés szerves része a társadalomban tapasztalható bűnözésnek. Jellemzője a csoportos elkövetés, a végrehajtásban tapasztalható felesleges erőszak, brutalitás. A fiatalok családi környezete és a kriminalitás gyakorisága között összefüggés mutatható ki, akárcsak az iskolai végzettség és a kriminalitás gyakorisága között.  A fiatalkori bűnelkövetések száma az elmúlt években jelentősen megnőtt. 1991 és 1998 között közel duplájára nőtt az elítélt fiatalkorú bűnelkövetők száma, és azóta is ez a növekedés figyelhető meg. A fiatalkorúak közül a legtöbbnek csupán 8 általános volt az iskolai végzettsége.
Ha a fiatalkori bűnözés szerkezetét vizsgáljuk, azt vehetjük észre, hogy főként a vagyon elleni bűncselekmények dominálnak. Kimondható viszont az, hogy a fiatalkori bűnözés nem sokban tér el a felnőttkoritól, „a hagyományos értelemben vett bűnözés szerkezete már a
büntetőjogi értelemben vett fiatalkorban kialakul”.